# Max Berg
Max Berg (17 tháng 4 năm 1870 - 22 tháng 1 năm 1947) là một kiến trúc sư và nhà quy hoạch đô thị người Đức.

## Tiểu sử

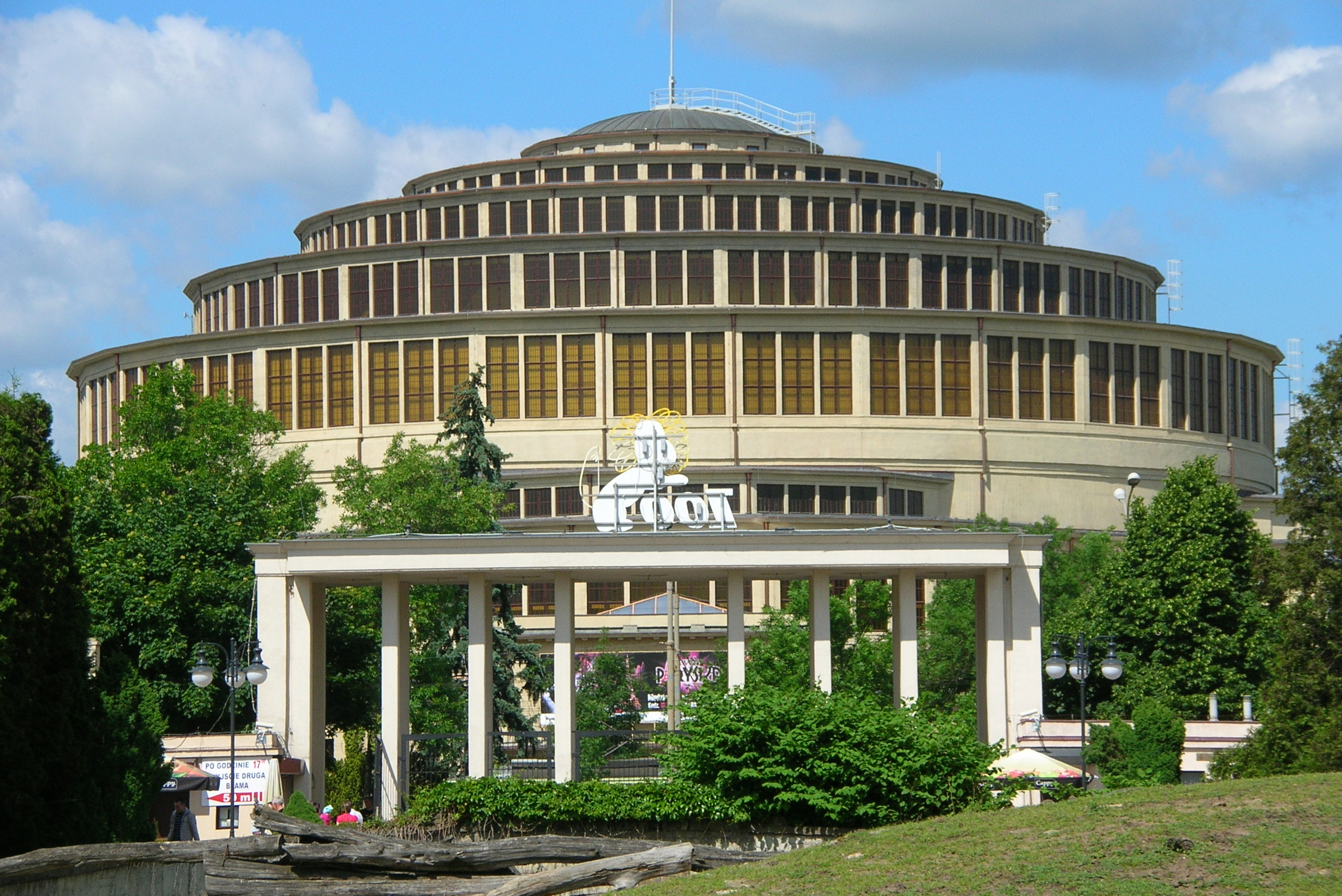
Cung Thế kỷ Wrocław, 2010.

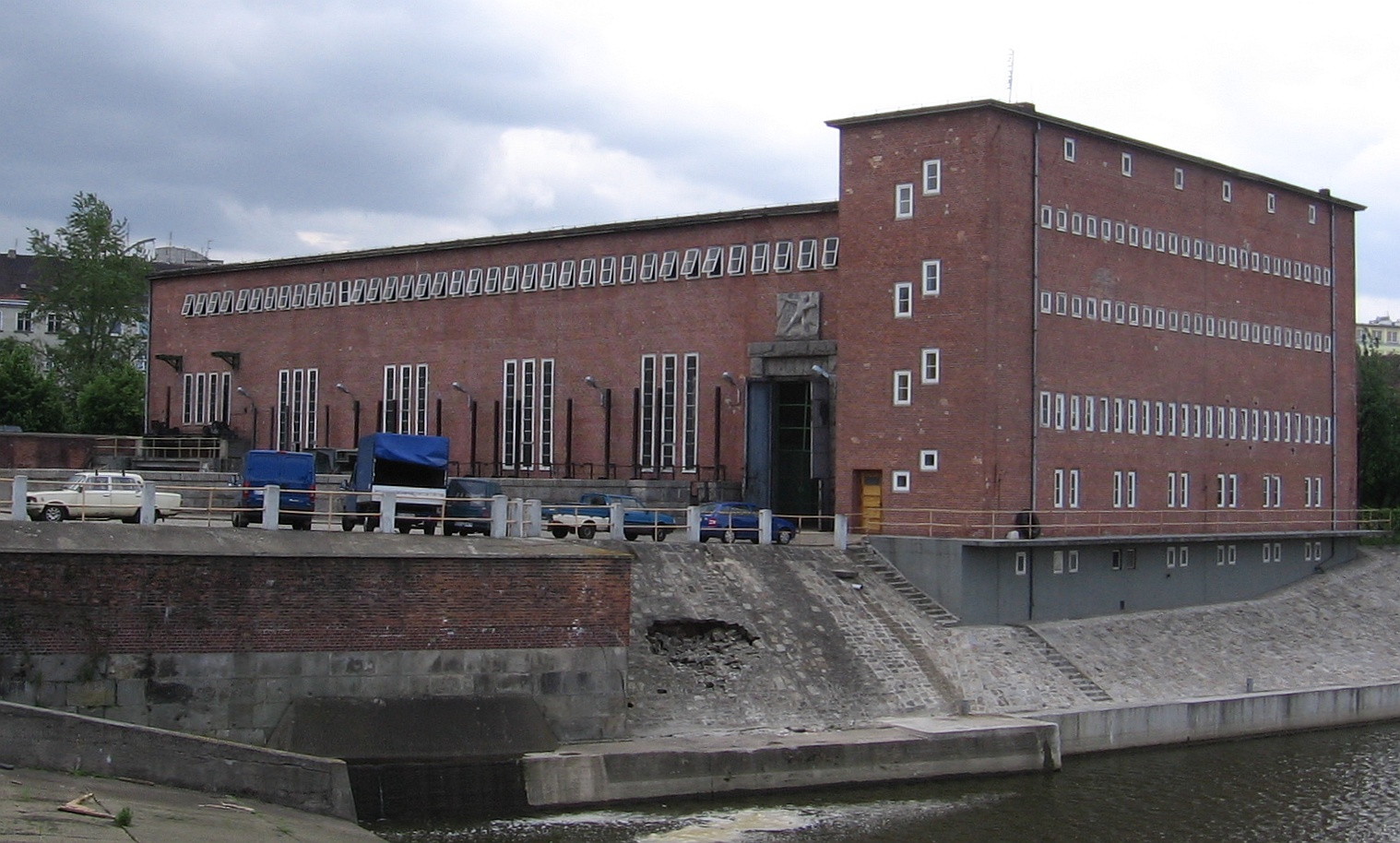
Nhà máy thủy điện ở Wrocław, 2006.

Ông sinh ra tại Stettin (bây giờ là Szczecin, Ba Lan) thuộc khu vực lịch sử Pomerania, một phần của Đế quốc Đức lúc bấy giờ. Berg theo học tại trường đại học Công nghệ Berlin, nơi ông trở thành học trò của Carl Schäfer là một người ưa thích kiến trúc Gothic và Franz Adickes, một nhà quy hoạch đô thị có quyền thế.
Năm 1909, Berg được bổ nhiệm làm quan chức xây dựng cao cấp tại Breslau (bây giờ là Wrocław, Ba Lan) tại Silesia. Đóng góp đáng chú ý nhất của ông cho kiến trúc là Jahrhunderthalle (Cung Thế kỷ), một công trình được xây dựng từ năm 1911 đến 1913 như một phần của một loạt các công trình kỷ niệm 100 năm Chiến tranh giải phóng 1813 chống lại Napoleon Bonaparte. Cung Thế kỷ là một trong những tòa nhà ban đầu được xây dựng bằng bê tông cốt thép quan trọng nhất châu Âu đã sống sót sau Chiến tranh thế giới lần thứ hai, và nó đã được UNESCO công nhận là Di sản thế giới từ năm 2006.
Các công trình khác của ông ở Breslau (Wrocław) gồm một hội trường chợ (một cấu trúc bê tông khổng lồ có mái hình elip nhưng vẻ ngoài truyền thống), một tòa nhà văn phòng lớn ở góc tây nam của Quảng trường chợ chính.
Năm 1925, năm ông từ giã sự nghiệp kiến trúc của mình vì Kitô giáo, ông chuyển đến Berlin và sau đó đến Baden-Baden, nơi ông qua đời năm 1947, hưởng thọ 76 tuổi.